# Emil Lindeman
Emil Lindeman (znany również jako Emil Lindemann) (ur. 21 lipca 1864 w Warszawie, zm. 1945(?) w Ozorkowie) – polski malarz.

## Życiorys

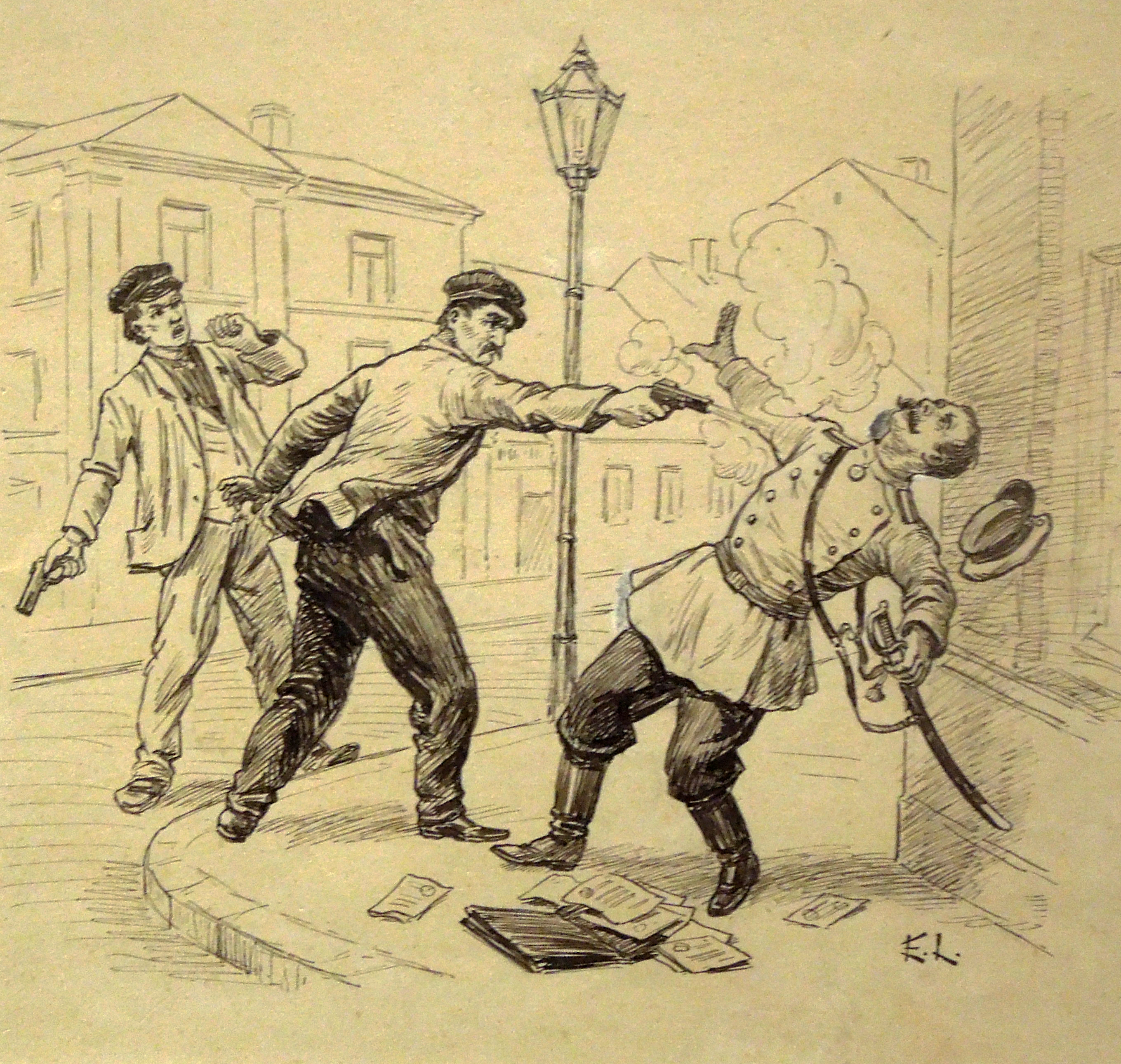
Emil Lindeman - Zabójstwo policjanta na Woli w Warszawie; pióro, tusz, gwasz, papier

Urodził się 21 lipca 1864 w Warszawie, w rodzinie Wawrzyńca (zm. 1892) i Henryetty z Jeziorowskich (zm. 1909). Ukończył szkołę realną L. Łopuskiego w Warszawie. Naukę rysunku rozpoczął od prowadzonej przez Wojciecha Gersona Warszawskiej Klasy Rysunkowej, gdzie w ramach państwowego konkursu szkół rysunkowych jego prace zostały wyróżnione listem pochwalnym Akademii Sztuk Pięknych w Petersburgu. Po ukończeniu nauki w Warszawie w 1887 wyjechał do Krakowa, gdzie przez dwa lata studiował w Szkole Sztuk Pięknych w pracowni Jana Matejki. Pod kierunkiem wybitnego mistrza brał udział w pracach nad polichromią w Kościele Mariackim. Jesienią 1890 wyjechał do Paryża, gdzie studiował w École nationale supérieure des beaux-arts oraz w Académie Julian u Williama-Adolphe Bouguereau i w Academie Collarosi u Raphaëla Collina. Podczas pobytu w stolicy Francji przesłał w 1893 na konkurs Tygodnika Ilustrowanego obraz „Plac Zamkowy” i otrzymał I nagrodę. Podróżował po Włoszech, zatrzymywał się na dłuższe pobyty w Neapolu i Rzymie, gdzie uczył się w Królewskim Instytucie Sztuk Pięknych, a następnie wyjechał do Rosji i przebywał w Petersburgu. W 1897 powrócił do Warszawy i skupił się na pracy malarza, grafika i ilustratora. Zajmował się malarstwem sztalugowym, tworzył polichromie (np. polichromia prezbiterium w kieleckiej katedrze Wniebowzięcia Najświętszej Marii Panny) i malarstwo ścienne (w kościele św. Anny w Warszawie, kościele pw. Świętego Ducha w Kadzidle, kościele św. Teresy w Wilnie i w Białym Domku w warszawskich Łazienkach). Ilustrował książki (np. Krzyż i półksiężyc) i czasopisma oraz tworzył projekty plakatów. Swoje prace wystawiał w Towarzystwie Zachęty Sztuk Pięknych, w Salonie Aleksandra Krywulta, Salonie Artystycznym i Salonie Czesława Garlińskiego. Uczestniczył również w wystawach organizowanych w Wilnie, Lwowie, Katowicach, Lublinie, Częstochowie, Poznaniu, Gdyni oraz przez krakowskie Towarzystwo Przyjaciół Sztuk Pięknych. Wystawiał również w Niemczech, Wielkiej Brytanii i Stanach Zjednoczonych.
Emil Lindeman tworzył obrazy olejne i akwarele, cechował je niewielki rozmiar. Ich tematem były pejzaże, widoki nadmorskich plaż, kwiaty i martwe natury. Malując pejzaże uwieczniał widoki z Wileńszczyzny, okolic Warszawy, Nałęczowa, Krynicy i Wołynia. Można na nich zobaczyć również przedmieścia polskich i europejskich miast. Rzadziej tworzył sceny rodzajowe, a w podeszłym wieku często malował kwiaty i martwe natury. Należy wspomnieć, że wielokrotnie Emil Lindeman zajmował się renowacją fresków. Po wybuchu II wojny światowej razem z bliskimi przebywał w Ozorkowie, gdzie zmarł prawdopodobnie w 1945.